# (12813) Paolapaolini
(12813) Paolapaolini est un astéroïde de la ceinture principale.

## Description
(12813) Paolapaolini est un astéroïde de la ceinture principale. Il fut découvert le 14 février 1996 à Cima Ekar par Maura Tombelli et Ulisse Munari. Il présente une orbite caractérisée par un demi-grand axe de 2,78 UA, une excentricité de 0,09 et une inclinaison de 9,0° par rapport à l'écliptique.

## Compléments